# Ana Paula Oliveira

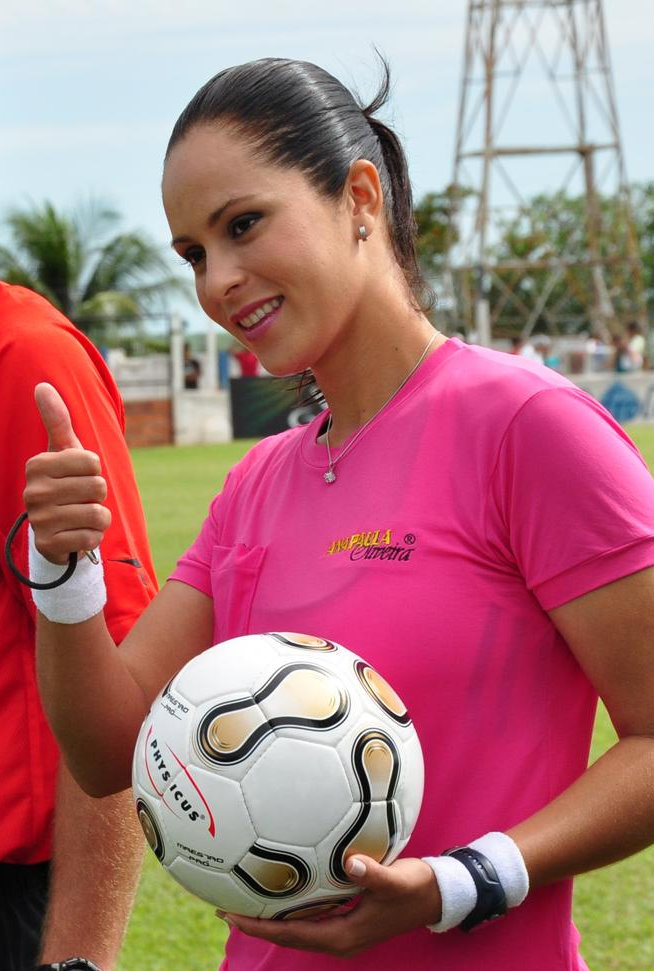
Ana Paula Oliveira im Dezember 2010

Ana Paula da Silva Oliveira (* 26. Mai 1978 in São Paulo) ist eine in Campinas (SP) beheimatete brasilianische Fußballschiedsrichterin und Journalistin.
Bereits als 24-Jährige war die ursprünglich als Bürogehilfin arbeitende Ana Paula als professionelle Linienrichterin bei einem erstklassigen Spiel von Profimannschaften tätig. Im Juni 2003 machte sie Geschichte, als sie Teil des ersten komplett weiblichen Schiedsrichterteams in der nationalen Meisterschaft war. 2006 offizierte sie im brasilianischen Pokalfinale. Als FIFA-Schiedsrichterin nahm sie an den Olympischen Sommerspielen 2004 in Athen teil und ist mit 26 Jahren und 2 Monaten die jüngste Schiedsrichterin bei einem Olympischen Fußballspiel. 2005 fungierte sie auch in der Copa Libertadores als Linienrichterin. Kontroverse Entscheidungen und letztendlich ein Abfall ihrer physischen Fitness führten 2008 zum Ende ihrer Laufbahn als professionelle Linienrichterin.
Ana Paula Oliveira machte auch durch politische Ambitionen, Fotoserien in populären Magazinen und Auftritte in Reality-Fernsehserien auf sich aufmerksam. Seit 2012 ist sie Co-Moderatorin einer Sportsendung im Fernsehen.

## Wirken

### Anfänge und schneller Aufstieg

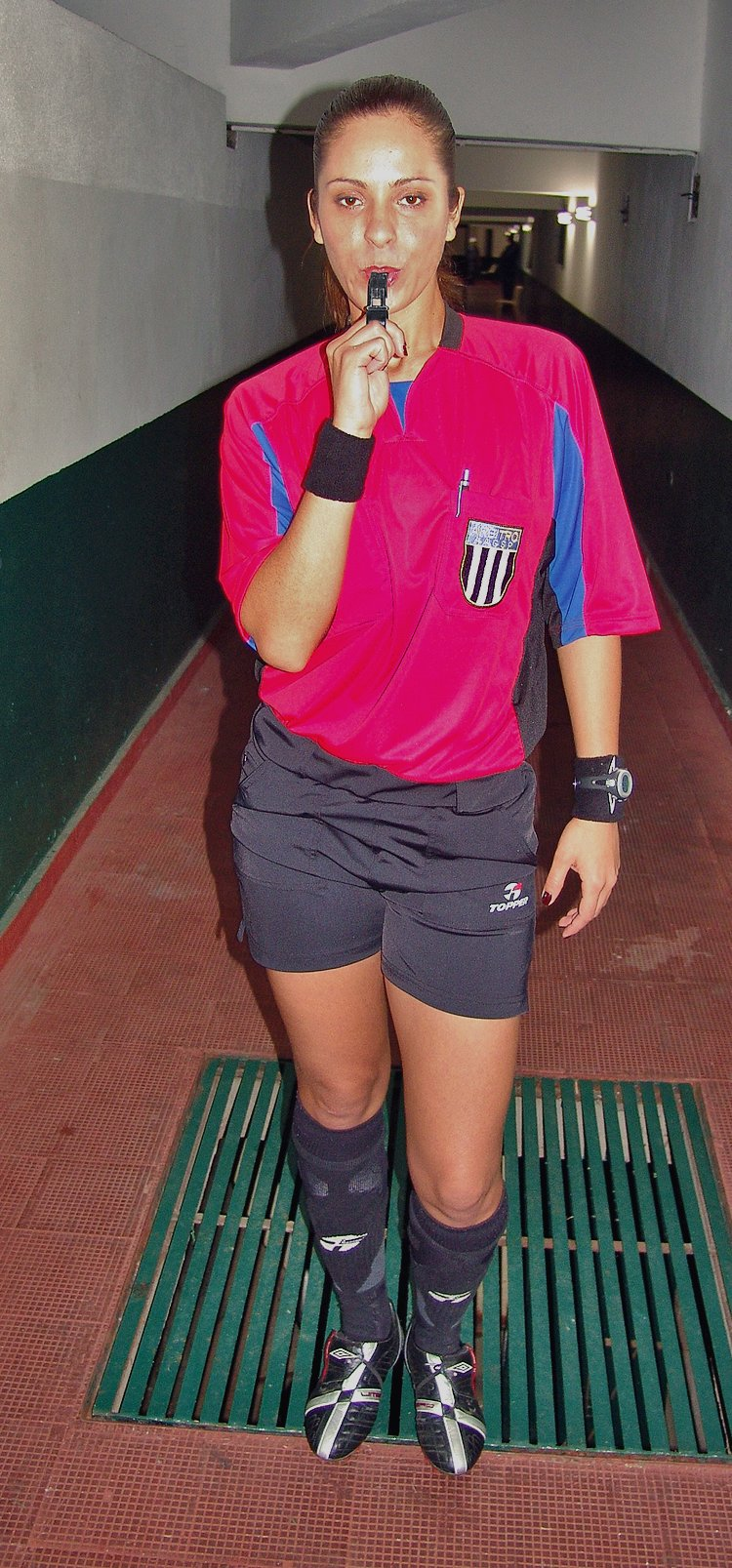
Ana Paula Oliveira 2007 im Trikot der Associação de Arbitros da Grande São Paulo

Ihr Interesse am Schiedsrichterwesen erwuchs im Alter von etwa 14 Jahren, als sie begann ihren Vater zu begleiten, der als Amateurschiedsrichter Spiele in der Region um Hortolândia, einer Großstadt in der Metropolregion Campinas, leitete. Bald assistierte sie ihm, indem sie für ihn Einträge in Spielberichtsbögen wie Auswechslungen und Kartenvergabe vornahm. Als sie 18 war, fragte sie ihren Vater spaßeshalber, ob sie ihm nicht als Linienrichterin helfen könne. Nachdem sie kurzzeitig auch mit Volleyball geliebäugelt hatte, begann sie 1998 eine professionelle Karriere als Linienrichterin beim Verband des Staates São Paulo. Bereits 2001 hatte sie ihren ersten Einsatz in einem Spiel der ersten Liga der Staatsmeisterschaft von São Paulo zwischen SE Palmeiras und Internacional de Limeira. Schon kurz danach fungierte sie beim Spiel zwischen EC Santo André und Madureira EC in der nationalen dritten Liga, dem in der zweiten Jahreshälfte mit SC Corinthians Paulista gegen Guarani FC ihr erstes Spiel um die brasilianische Meisterschaft nachfolgte.
Erster großer Höhepunkt war ihr Einsatz beim Finalrückspiel um die Staatsmeisterschaft im März 2003, in dem sich Corinthians durch einen 3:2-Erfolg über den Ortsrivalen FC São Paulo den Titel sicherte. Am 30. Juni 2003 war sie neben Aline Lambert Linienrichterin des Spiels um die nationale Meisterschaft zwischen Guarani FC und FC São Paulo, das von Silvia Regina de Oliveira geleitet wurde und so das erste Meisterschaftsspiel mit einem Schiedsrichterteam war, das komplett aus Frauen bestand. Silvia Regina zeigte acht Mal Gelb und das Gespann verweigerte zwei Treffern der Heimmannschaft Guarani, die die Partie mit 0:1 verlor, die Anerkennung und erntete dafür Pfiffe. Videos bestätigten aber die Richtigkeit der Entscheidungen. Weitere Einsätze bei Finalspielen der Staatsmeisterschaft folgten 2004 und 2007.
Früh erfolgte ihre Nominierung als FIFA-Schiedsrichterin, was ihr die Teilnahme an den Olympischen Sommerspielen 2004 in Athen erlaubte, wo sie im zunächst im Vorrundenspiel zwischen Schweden und Nigeria und dann Viertelfinalspiel zwischen den USA und Japan, welches die US-Amerikanerinnen mit 1:0 gewannen, an der Linie stand. In beiden Fällen war Silvia Regina de Oliveira die Schiedsrichterin. 2005 offizierte sie bei den beiden Achtelfinalpartien um die Copa Libertadores zwischen SE Palmeiras und dem Sao Paulo, in welchem sich letztere Mannschaft auf dem Weg zum Titelgewinn mit einem Gesamtergebnis von 3:0 gegen den Ortsrivalen durchsetzte.
2006 stand sie im Maracanã von Rio de Janeiro im Finalhinspiel des brasilianischen Pokals zwischen den beiden heimischen Vereinen CR Flamengo und CR Vasco da Gama an der Linie, welches Flamengo auf dem Weg zum Titelgewinn mit 2:0 für sich entschied.

### Sportliche Krise und Erweiterung der Interessen

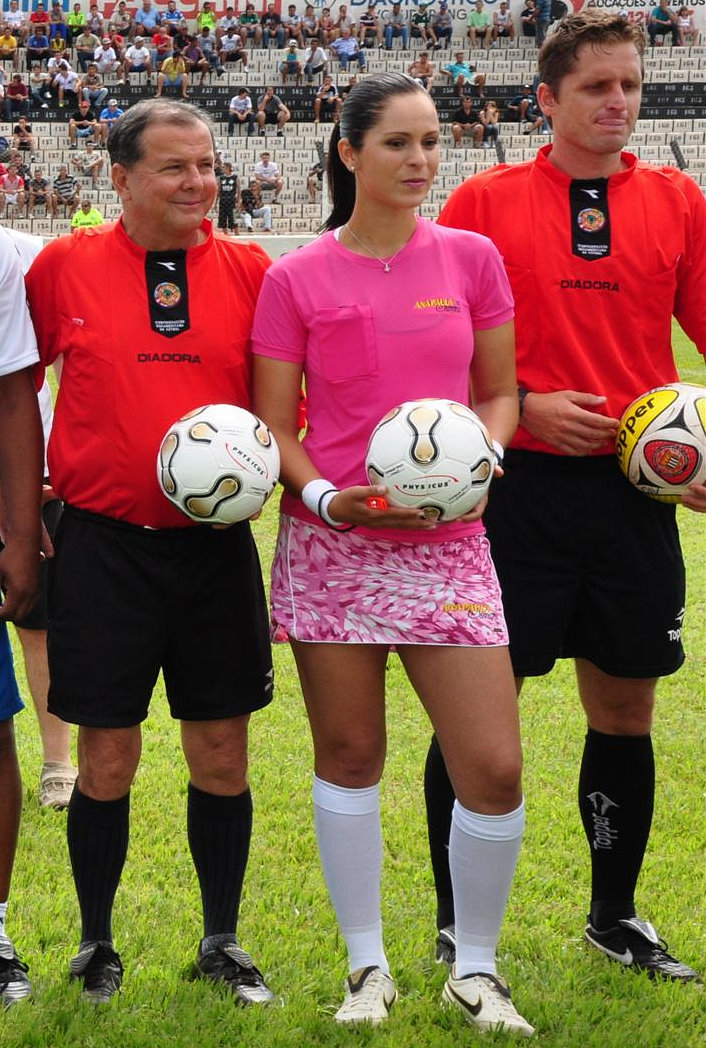
Ana Paula Oliveira bei einem Wohltätigkeitsspiel in Votuporanga (SP) im Dezember 2010

Eine große Kontroverse löste ihr Wirken Ende Mai 2007 beim Halbfinal-Rückspiel des Pokalwettbewerbes aus. Botafogo FR unterlag im Hinspiel in Florianópolis gegen Figueirense FC mit 0:2 und gewann zu Hause nur mit 3:1, womit der Verein aus Rio ausschied. Auf Initiative von Ana Paula Oliveira versagte Schiedsrichter Sálvio Fagundes in diesem Spiel zwei Treffern von Botafogo die Anerkennung, was weitgehend als Fehlentscheidung angesehen wurde. Nachdem sie beispielsweise bereits im März des Jahres starker Kritik für eine von ihr verursachte Annullierung eines Tores in einem Spiel um die Staatsmeisterschaft zwischen FC Santos und FC São Paulo ausgesetzt war, sperrte der brasilianische Verband sie in diesem Fall für drei Spieltage der nationalen Meisterschaft.
2005 stand die 1,73 Meter große und 60 kg schwere Linienrichterin im Zentrum einer Fotoserie der Zeitschrift VIP, von deren Lesern sie in den Jahren 2005, 2006 und 2007 bei den Wahlen zur mais gostosa do ano, der attraktivsten jungen Dame des Jahres, jeweils auf einen Mittelplatz der Top 100 gewählt wurde. Im Juli 2007 stellte sie sich der brasilianischen Ausgabe des Playboy für eine Bildreportage zur Verfügung. Diese Ausgabe mit ihr auf dem Titel war mit 334.277 Exemplaren die siebt-bestverkaufte Ausgabe des Magazines zwischen 2005 und 2010. Pro verkauftem Exemplar wurde ihr ein Real vergütet. Der Schiedsrichterobmann der Confederação Brasileira de Futebol, Edson Rezende, meinte in diesem Zusammenhang zwar missbilligend, dass eine öffentliche Person gewisse Verhaltensweisen vermeiden müsse, stellte aber fest, „es ist ihr Recht. Es ist gutes Geld.“ Der Schiedsrichterobmann des Verbandes von São Paulo Marco Marinho meinte, im Prinzip störe das nicht. „Wenn ihre [Leistung] nicht beeinträchtigt wird, ist das kein Problem“.
Im Zusammenhang mit der Promotion des Magazines und einer Erholungsphase erbat Ana Paulina um Freistellung bis September 2007 von ihren Verpflichtungen als Schiedsrichterassistentin, welcher stattgegeben wurde. Mitte August kehrte sie mit der Leitung eines Spieles bei einem U-19 Turnier in Porto Seguro (Bahia) auf den Fußballplatz zurück. Im September stand der turnusmäßige, jährliche FIFA-Test zur Überprüfung ihrer physischen Fitness – sechs Spurts über 40 Meter in 6,4 Sekunden und 20 Spurts über 150 Meter in 35 Sekunden mit einer Unterbrechung von jeweils 40 Sekunden – an, welchen sie nicht bestand. Eine Knochenentzündung am Knöchel wurde neben Ermüdung als Gründe angeführt. Daraufhin wurde von einer Verwendung Ana Paulinas im laufenden Meisterschaftswettbewerb abgesehen.
2007 trat sie, unter anderem auch wegen ihrer Bewunderung für den Abgeordneten Aldo Rebelo (SP), in die Kommunistische Partei von Brasilien ein, ursprünglich um sich bei Wahlen im Oktober 2008 um ein Mandat zu bewerben. Im Juli 2008 verzichtete sie aber auf eine Kandidatur. Sie führte an, noch viel zu lernen zu haben.
Im Karneval von Rio 2008 war eine Teilnahme von Ana Paula Oliveira auf dem Wagen der renommierten Sambaschule Salgueiro geplant. Nachdem sie aber an den letzten Proben nicht teilgenommen hatte, wurde sie kurzfristig durch das Modell Daniela Camões ersetzt. Camões wurde aufgrund ihrer ähnlichen Statur gewählt, wodurch die Sambaschule weniger Aufwand bei den Anpassungen hatte.
Im selben Jahr war sie erneut Linienrichterin bei mehreren Spielen der Staatsmeisterschaft von São Paulo. Bei Tests, die ihre physische Fitness für die brasilianische Meisterschaft nachweisen sollten, war sie nicht in der Lage die erforderlichen Standards zu erbringen. Ihr zum Jahresende auslaufender Vertrag als professionelle Schiedsrichterin wurde nicht verlängert.
2009 war sie Teilnehmerin bei der zweiten Staffel der brasilianischen Reality-TV-Serie A Fazenda von Rede Record – einem Äquivalent des deutschen Die Farm, wenngleich mit als prominent bekundeten Personen besetzt, wo  sie als erste ausschied. Im November 2009 schloss sie einen Kurs in Journalismus ab den sie 2004 begann.
Im Juni 2011 widmete ihr die mexikanische Sportzeitschrift Récord eine Geschichte betitelt La dama del futbol. Mitte des Jahres bemühte sie sich um eine weitere Teilnahme bei A Fazenda, der nunmehr vierten Staffel, schied aber bereits im Vorfeld aus. Sportlich offiziert Ana Paula Oliveira dieser Tage in unterklassigen Ligen und bei Wohlfahrtsspielen. Im Dezember 2011 leistete sie dabei in Jundiaí im Hinterland von São Paulo einen Beitrag beim jährlichen Futebol Solidário em Jundiaí. Europalegonär Anderson Luiz de Carvalho „Nenê“ von Paris Saint-Germain stellte sich hierbei als Hauptattraktion neben dem früheren WM-Teilnehmer Paulo Roberto Falcão und dem Formel-1-Piloten Felipe Massa zur Verfügung und es konnten insgesamt 20 Tonnen Lebensmittel für Benachteiligte eingesammelt werden.
Im Februar 2012 wurde sie vom SBT-Ableger TV Alterosa in Belo Horizonte (MG) verpflichtet und bot an der Seite des wortgewaltigen Jaeci Carvalho im Programm Alterosa no Ataque („Altersosa im Angriff“) „weibliche Einsichten in die Welt des Fußballs“ an. Das Ende ihres Engagements dort wurde im Februar 2014 verkündet.
Im Mai 2014 wurde sie als erste Frau vom brasilianischen Verband CBF in die Leitung der Escola Nacional de Arbitragem de Futebol („Nationale Schule für das Fußballschiedsrichterwesen“) aufgenommen, wo sie als Bindeglied zu den Staatsverbänden dienen soll.
Offiziell bekundete Ana Paula Oliveira, die als Vorbild den italienischen Schiedsrichter Pierluigi Collina angibt und auch eine Freundin der italienischen Küche ist, dass es ihr großer Traum war, an der Fußball-Weltmeisterschaft 2014 teilzunehmen.